# Indio (település)
Indio egy város az Egyesült Államok Kalifornia állambeli Riverside megyében, a dél-kaliforniai Colorado-sivatagi régió Coachella-völgyében. Palm Springstől 23 mérföldre (37 km) keletre, Riverside-től 75 mérföldre (121 km), Los Angeles-től keletre 127 mérföldre (204 km) és San Diegótól 238 km-re északkeletre fekszik. Az Indio szó spanyol az indián számára.
A népesség 76 036 volt az Egyesült Államok 2010. évi népszámlálásánál, szemben a 2000. évi népszámlálás 49 116 számával, ami 55% -os növekedést jelent. Indiót korábban a völgy csomópontjának, az 1970-es években használt Kereskedelmi Kamara szlogenének nevezték. Később a Fesztiválok Városának nevezték, amely a városban zajló számos kulturális eseményre utal, nevezetesen a Coachella-völgyi Zene- és Művészeti Fesztiválra.
1. ↑  2020. évi népszámlálás az Egyesült Államokban. 2020. évi népszámlálás az Egyesült Államokban . (Hozzáférés: 2022. január 1.)